# Apollonio di Mindo
Apollonio di Mindo (fl. IV secolo a.C.) è stato un astronomo greco antico.

## Biografia
Nativo di Mindo, in Caria, la sua datazione è incerta. Le sole notizie su di lui sono fornite da Seneca che, oltre al luogo di origine di Apollonio, registra che studiò con i "Caldei", ovvero gli astrologi babilonesi. Questi due fatti suggeriscono che Apollonio venne dopo Ipparco, in linea con la sua affermazione che una cometa è una "stella vera e propria, proprio come il sole o la luna" (ovvero, come corpi esemplari i cui movimenti si riteneva fossero ben compresi grazie a Ipparco).
Se, come alcuni studiosi hanno suggerito, Seneca si affida a Posidonio per il suo resoconto, allora Apollonio precede Posidonio. 
Seneca ci informa, appunto, di una teoria di Apollonio, secondo la quale le comete sarebbero astri dello stesso tipo del Sole, della Luna e dei pianeti. Una "forma allungata" (non in rotundum restricta sed procerior et in longum producta), che nel testo di Seneca non è chiaro se si riferisca alla cometa stessa o alla sua orbita, le impedirebbe di rendersi visibile se non a lunghi intervalli.
Si tratta, comunque, dell'unica testimonianza su una teoria propriamente astronomica delle comete risalente all'antichità. 